# Лесной змей
«Лесной змей» (англ. Wyrmwood: Road of the Dead, также «Полынь: Дорога мёртвых») — австралийский независимый зомби-хоррор-фильм, режиссёрский дебют Кия Роуч-Тёрнера. Премьера фильма состоялась 19 сентября 2014 года на фестивале фантастики Fantastic Fest.

## Сюжет
Механику Барри, живущему в австралийской глубинке, звонит сестра Брук, которая в панике рассказывает, что во время фотосессии её помощница превратилась в зомби. В эту ночь над Австралией был метеоритный дождь. После столкновения с зомби Барри забирает семью и уезжает. Подозревая, что причиной может быть некий вирус, все надевают противогазы. Некоторое время спустя выясняется, что дочь и жена Барри инфицированы и превращаются в зомби. Он убивает их и собирается покончить с собой.
Ему не даёт это сделать Чалкер, другой выживший. Вместе они продолжают движение до тех пор, пока не заканчивается бензин. Чалкера убивает другой выживший, ошибочно приняв его за заражённого. Барри уже вместе с этим выжившим по имени Бенни продолжают движение. Они с боем пробиваются в гараж к выжившему приятелю Фрэнку и его напарнику и там узнают, что все горючие жидкости утратили свои свойства, в том числе и бензин потерял ценность в качестве топлива. Когда выясняется, что кровь и дыхание зомби воспламеняемы, они переоборудуют автомобиль: теперь он может заводиться и ездить от «подключённого» к нему зомби. Во время прорыва из гаража помощник Фрэнка заражается и его используют как топливо для машины.
Выясняется, что ночью энергетическая способность зомби равна нулю. Сидя в машине, набожный Фрэнк связывает происходящее с библейским сюжетом о звезде «Полыни», упавшей с неба и отравившей людей. Ночью на них нападают заражённые, и Барри случайно поджигает автомобиль. При тушении пожара Фрэнка заражают, он просит Барри убить его, тот исполняет просьбу.
На дороге Барри и Бенни и встречают военных. Оказывается, что люди с группой крови А и отрицательным резус-фактором не подвержены заражению вирусом. Барри от военных узнаёт, что его сестра у них в передвижной станции и с ней всё в порядке. Военные рекомендуют ехать за ними.
Всё это время развивается параллельная сюжетная линия с Брук, сестрой Барри, которая закована в наручники в тесном помещении с несколькими выжившими и со связанными зомби. Учёный в защитном костюме проводит на ней опыты, постепенно Брук чувствует, что способна управлять зомби. С помощью этой новой силы ей удаётся освободиться. Открыв дверь, Брук оказывается перед Барри и Бенни, едущими за фургоном военных: всё это время она была в этой фургонной лаборатории.
Брук прыгает на пикап к брату и они отрываются от погони, но вскоре вынуждены убежать в лес, где их находят военные. Бенни превращается в зомби, а Брук с помощью своей способности убивает военных. Завершается фильм сценой, в которой Брук и Барри останавливают грузовик и с помощью зомби убивают угрожающих им военных.

## Отзывы
Критики тепло приняли фильм, на сайте Rotten Tomatoes лента получила 79 % положительных отзывов. Twitch Film и The Hollywood Reporter похвалили фильм, Twitch Film отметили оригинальность сценария картины. Variety отметил сюжетную составляющую. Shock Till You Drop также оставил о ленте благоприятный отзыв, назвав её «впечатляющим дебютом». IGN присвоил фильму 7,5 баллов из 10.
The West Australian увидели в фильме влияние «Рассвета мертвецов», «Зловещих мертвецов», «Реаниматора» и «Безумного Макса», по мнению издания картина выглядит намного лучше своего бюджета в $ 160,000. Говард Горман из Scream:The Horror Magazine дал «Лесному змею» благоприятный отзыв, заявив, что «фильм трудно обвинить» и «лихорадочный и изысканно построенный фильм, отдающий дань культу фильмам о живых мертвецах, и в то же время уверенно отходя от общепринятой концепции зомби».

## Релиз
Премьера фильма состоялась 19 сентября 2014 года в рамках фестиваля Fantastic Fest. 12 февраля 2015 года начался ограниченный показ фильма в кинотеатрах Австралии. Изначально планировалось сделать показ в 74 кинотеатрах только в течение одного дня, но по просьбам зрителей некоторые кинотеатры показывали фильм несколько недель.

## Продолжение
В январе 2015 года был анонсирован сиквел, в котором заявлялось появление актёров из первого фильма: Джея Галлахера, Бьянки Брэди, Леона Берчилла, Люка Маккензи, и Юре Ковича. Братья Роуч-Тёрнеры заявили, что фильм планируется снять к 2017 году, он должен был выйти после их второй картины «Mental Ghost Story».
14 апреля 2022 года состоялась мировая премьера сиквела под названием «Безумная дорога» (англ. Wyrmwood: Apocalypse). В России фильм вышел 6 октября 2022 года. На сайте Rotten Tomatoes фильм имеет рейтинг «свежести» 87 % на основе 23 рецензий критиков.